# Dolichomyia coniocera
Dolichomyia coniocera är en tvåvingeart som beskrevs av Hall 1976. Dolichomyia coniocera ingår i släktet Dolichomyia och familjen svävflugor. Inga underarter finns listade i Catalogue of Life.